# العلاقات الأمريكية الفيتنامية
العلاقات الأمريكية الفيتنامية هي العلاقات الثنائية التي تجمع بين الولايات المتحدة وفيتنام.

## مقارنة بين البلدين
هذه مقارنة عامة ومرجعية للدولتين:
| وجه المقارنة                                              | الولايات المتحدة                                                                                                  | فيتنام           |
| --------------------------------------------------------- | --- | ---------------- |
| المساحة (كم2)                                             | 9.83 مليون | 331.69 ألف       |
| عدد السكان (نسمة)                                         | 311.58 مليون | 94.66 مليون      |
| الكثافة السكانية (ن./كم²)                                 | 31.7 | 285.39           |
| العاصمة                                                   | واشنطن العاصمة | هانوي            |
| اللغة الرسمية                                             | لغة إنجليزية | اللغة الفيتنامية |
| العملة                                                    | دولار أمريكي | دونغ فيتنامي     |
| الناتج المحلي الإجمالي (بليون دولار)                      | 19.39 تريليون | 234.19 مليار     |
| الناتج المحلي الإجمالي (تعادل القوة الشرائية) بليون دولار | 18.04 تريليون | 553.42 مليار     |
| الناتج المحلي الإجمالي الاسمي للفرد دولار أمريكي          | 56.12 ألف | 2.48 ألف         |
| الناتج المحلي الإجمالي للفرد دولار أمريكي                 | 54.63 ألف | 5.63 ألف         |
| مؤشر التنمية البشرية                                      | 0.920 | 0.666            |
| رمز المكالمات الدولي                                      | +1 | +84              |
| رمز الإنترنت                                              | .us، حكومة، .mil، Edu.                                                                                            | .vn              |
| المنطقة الزمنية                                           | توقيت ساموا الأمريكية، توقيت أطلنطي موحد، منطقة زمنية وسطى، توقيت ألاسكا ‏، المنطقة الزمنية الجبلية، توقيت تشامرو ‏ | ت ع م+07:00      |

## مدن متوأمة
في ما يلي قائمة باتفاقيات التوأمة بين مدن أمريكية وفيتنامية:
- ترتبط أوكلاند مع دا نانغ باتفاقية توأمة.
- ترتبط مقاطعة هونولولو مع هوي (مدينة) باتفاقية توأمة.
- ترتبط بيتسبرغ مع دا نانغ باتفاقية توأمة.
- ترتبط سان فرانسيسكو مع مدينة هو تشي منه باتفاقية توأمة منذ 1970.
- ترتبط نيو هيفن مع هوي (مدينة) باتفاقية توأمة منذ 1993.[15]
- ترتبط سياتل مع ها فونغ باتفاقية توأمة منذ 1973.[16][17][18][19]

## منظمات دولية مشتركة
يشترك البلدان في عضوية مجموعة من المنظمات الدولية، منها:
| علم المنظمة | اسم المنظمة                                      | تاريخ انضمام الولايات المتحدة | تاريخ انضمام فيتنام |
| ----------- | ------------------------------------------------ | ----------------------------- | ------------------- |
|             | وكالة ضمان الاستثمار متعدد الأطراف               | 12 أبريل 1988                 | 5 أكتوبر 1994       |
|             | الاتحاد الدولي للاتصالات                         | 1 يوليو 1908                  | 24 سبتمبر 1951      |
|             | يونسكو                                           | 4 نوفمبر 1946                 | 6 يوليو 1951        |
|             | الأمم المتحدة                                    | 24 أكتوبر 1945                | 20 سبتمبر 1977      |
|             | بنك التنمية الآسيوي                              | 1966                          | 1966                |
|             | مؤسسة التمويل الدولية                            | 20 يوليو 1956                 | 4 أغسطس 1967        |
|             | منظمة الشرطة الجنائية الدولية                    | ?                             | ?                   |
|             | الاتحاد البريدي العالمي                          | ?                             | ?                   |
|             | منظمة حظر الأسلحة الكيميائية                     | ?                             | ?                   |
|             | منظمة التجارة العالمية                           | ?                             | 11 يناير 2007       |
|             | البنك الدولي للإنشاء والتعمير                    | 27 ديسمبر 1945                | 21 سبتمبر 1956      |
|             | منتدى آسيان الإقليمي ‏                            | ?                             | ?                   |
|             | منتدى التعاون الاقتصادي لدول آسيا والمحيط الهادئ | 6 نوفمبر 1989                 | 15 نوفمبر 1998      |
|             | مؤسسة التنمية الدولية                            | 24 سبتمبر 1960                | 24 سبتمبر 1960      |
|             | المنظمة الهيدروغرافية الدولية                    | ?                             | ?                   |
|             | الفريق المعني برصد الأرض                         | ?                             | ?                   |

## أعلام
هذه قائمة لبعض الشخصيات التي تربطها علاقات بالبلدين:
- ماجي كيو (ممثلة أمريكية، 22 مايو 1979 – )

## وصلات خارجية
- موقع وزارة الخارجية الأمريكية
- موقع وزارة الخارجية الفيتنامية